# Virachola similis
Virachola similis är en fjärilsart som beskrevs av William Chapman Hewitson. Virachola similis ingår i släktet Virachola och familjen juvelvingar. Inga underarter finns listade i Catalogue of Life.